# 交響曲第3番 (スタンフォード)
交響曲第3番 ヘ短調 アイリッシュ "Irish"   Op.28は、チャールズ・ヴィリアーズ・スタンフォードが1887年に発表した交響曲。

## 概要
この曲は非常に好評を博し、スタンフォードは国際的な成功を収める。アムステルダムのコンセルトヘボウのこけら落とし公演の演目に選ばれたほか、ハンス・フォン・ビューローやグスタフ・マーラーが複数回にわたって取り上げている。この曲がハンブルクやベルリンで認められたことにより、スタンフォードは次の「交響曲第4番」の世界初演（1889年）をベルリンで行う約束を取り付けることができた。楽譜の冒頭にはスタンフォード自身によって書かれたラテン語のモットーが記されている。それは次の通りである。
ISPE FAVE CLEMENS PATRIAE PATRIAMQUE CANENTI, PHOEBE, CORONATA QUI CANIS ISPE LYRA.

## 楽器編成
フルート2、オーボエ2、クラリネット2、ファゴット2、ホルン4、トランペット3（第3トランペットは終楽章のみ）、トロンボーン3、ティンパニ、ハープ、弦五部

## 演奏時間
約41分

## 楽曲構成
第1楽章 アレグロ・モデラート ヘ短調 4/4拍子
ソナタ形式。序奏なしで弦楽合奏が第1主題を奏して開始される。第2主題は変イ長調で提示される穏やかなもの。展開部を経て両主題が再現された後、ピウ・モッソとなりテンポを速めて最期はピアニッシモで終結する。
第2楽章 アレグロ・モルト・ヴィヴァーチェ ニ短調 9/8拍子
リズミカルなアイルランド舞曲風の音楽。中間部ではニ長調、3/2拍子となって倍のテンポによって勢いを保ちつつも穏やかな表情を見せる。
第3楽章 アンダンテ・コン・モート 3/4拍子
ハープがアルペジオを奏でて開始される。この楽章ではアイルランド民謡"The Lament of the Sons of Usnacht"が引用されている。この主題はブラームスの「交響曲第4番」の第2楽章のものとも酷似しているが、それぞれの関係性は明らかではない。また、アーノルド・バックスも後年、同じ主題を自作に取り入れている。
第4楽章 フィナーレ  アレグロ・モデラート・コン・フォーコ ヘ短調～ヘ長調 4/4拍子
木管の強奏で開始される。この楽章では"Molly McAlpin"と"Let Erin remember the days of old"という2つのアイルランドの旋律が引用されている。終盤、ヘ長調に転じた後者が金管で奏されて大きな頂点を築くとそのまま堂々と全曲を締めくくる。